# 道の駅福良
道の駅福良（みちのえき ふくら）は、兵庫県南あわじ市福良の福良港にある国道28号の道の駅。2013年（平成25年）4月に登録開駅した施設である。建物名はうずしおドーム・なないろ館。

## 歴史
かつては南あわじ市ふるさと活性化センターと呼ばれていた。
2013年（平成25年）4月、道の駅福良（みちのえき ふくら）がオープンし、2015年（平成27年）1月に重点道の駅候補に選定された。2018年（平成30年）7月1日には福良港一帯がみなとオアシスの登録を行い、みなとオアシス福良を構成する施設のひとつでもある。

## 観潮船
鳴門の渦潮が見物できるうずしおクルーズ（ジョイポート南淡路）の観潮遊覧船が発着している。

## 敷地内施設

### 館内
- 4階
  - 展望台
- 3階
  - 多目的ホール
- 2階
  - 蛸八
- 1階
  - ジョイポート南淡路
  - 土産店
  - 南淡観光
  - 南あわじ市観光協会観光案内所
  - 淡路フォート
  - 阿淡交通社

### 館外
- 駐車場（大型車7台・普通車49台・バリアフリー3台）
- 足湯・うずのゆ
- 山武水産
- 福栄商店
- 三澤商店
- 天羽商店
- とりき商店
- あわじ花へんろ 第46番 観潮船基地 なないろ館
- みなと観光バスUZU LOOP Free Shuttle Bus バス停留所

## 所在地
- 兵庫県南あわじ市福良甲1528-4（うずしおドーム・なないろ館）
- 兵庫県南あわじ市福良甲1528-7（足湯・うずのゆ）

## 周辺施設
- みなとオアシス福良
  - 福良地区公民館
  - 淡路人形座
    - らん・らんバスうずしお号淡路人形座前バス停留所

  - 淡路じゃのひれアウトドアリゾート
  - 若人の広場公園
  - うずの丘大鳴門橋記念館
  - 道の駅うずしお
  - 海釣り公園メガフロート
  - 休暇村南淡路オートキャンプ場
- 福良バスターミナル
- フェアフィールド・バイ・マリオット 兵庫淡路島福良